# Phaethornis
Phaethornis – rodzaj ptaków z podrodziny pustelników (Phaethornithinae) w rodzinie kolibrowatych (Trochilidae).

## Zasięg występowania
Rodzaj obejmuje gatunki występujące w Ameryce (Meksyk, Belize, Gwatemala, Salwador, Honduras, Nikaragua, Kostaryka, Panama, Kolumbia, Wenezuela, Trynidad, Gujana, Surinam, Gujana Francuska, Brazylia, Ekwador, Peru, Boliwia, Paragwaj i Argentyna).

## Morfologia
Długość ciała 8–17,5 cm; masa ciała 1,8–10 g.

## Systematyka

### Etymologia
- Phaethornis (Phrethornis, Phaetornis, Phaethornus, Phaethornis): gr. φαεθων phaethon „słońce”, od φαω phaō „świecić”; ορνις ornis, ορνιθος ornithos „ptak”[19].
- Orthornis: gr. ορθος orthos „prosty”; ορνις ornis, ορνιθος ornithos „ptak”[20]. Gatunek typowy: Trochilus bourcieri Lesson, 1832.
- Guyornis: epitet gatunkowy Trochilus guy Lesson, 1833 (J. Guy – żyjący w XIX wieku francuski amator-kolekcjoner)[21]; gr. ορνις ornis, ορνιθος ornithos „ptak”[22]. Gatunek typowy: Trochilus guy Lesson, 1833.
- Pygmornis (Pygornis): gr. πυγμαιος pugmaios „liliput, wielkości pięści”, od πυγμη pugmē „pięść” (por. epitet gatunkowy Trochilus pygmaeus von Spix, 1824[a]); ορνις ornis, ορνιθος ornithos „ptak”[23]. Gatunek typowy: Trochilus intermedius Lesson, 1832 (= Trochilus longuemareus Lesson, 1832).
- Ametrornis (Ametornis): gr. αμετρος ametros „ponad miarę, nieproporcjonalny”, od wzmacniającego przedrostka α- a-; μετρον metron „miara”; ορνις ornis, ορνιθος ornithos „ptak”[24]. Gatunek typowy: Ametrornis abnormis Reichenbach, 1854 (= Trochilus philippii Bourcier, 1847).
- Toxoteuches: gr. τοξοτευχης toxoteukhēs „uzbrojony w łuk” (tj. krzywodzioby), od τοξον toxon „łuk”; τευχω teukhō „powodować”[25]. Gatunek typowy: Trochilus guy Lesson, 1833.
- Mesophila: gr. μεσος mesos „środkowy”; φιλος philos „miłośnik”[26]. Gatunek typowy: Trochilus yaruqui Bourcier, 1851.
- Momus: w mitologii greckiej Momus (gr. Μωμος Mōmos, łac. Momus, Querella) był bogiem kpin i żartów[27]. Gatunek typowy: Trochilus idaliae Bourcier & Mulsant, 1856.
- Anisoterus: gr. ανισος anisos „nierówny”, od negatywnego przedrostka αν- an-; ισος isos „równy”; -πτερος -pteros „-skrzydły”, od πτερον pteron „skrzydło”[28]. Gatunek typowy: Trochilus pretrei Lesson & DeLattre, 1839.
- Milornis: gr. μιλτος miltos „ochra czerwona”; ορνις ornis, ορνιθος ornithos „ptak”[29]. Gatunek typowy: Trochilus squalidus Temminck, 1822.

### Podział systematyczny
Do rodzaju należą następujące gatunki:

- Phaethornis hispidus (Gould, 1846) – pustelnik białobrody
- Phaethornis syrmatophorus Gould, 1852 – pustelnik płowy
- Phaethornis mexicanus E. Hartert, 1897 – pustelnik meksykański – takson wyodrębniony ostatnio z P. longirostris[31]
- Phaethornis longirostris (De Lattre, 1843) – pustelnik długodzioby
- Phaethornis yaruqui (Bourcier, 1851) – pustelnik białowąsy
- Phaethornis guy (Lesson, 1833) – pustelnik zielony
- Phaethornis malaris (von Nordmann, 1835) – pustelnik wielkodzioby
- Phaethornis superciliosus (Linnaeus, 1766) – pustelnik długosterny
- Phaethornis subochraceus Todd, 1915 – pustelnik ochrowy
- Phaethornis eurynome (Lesson, 1832) – pustelnik łuskogardły
- Phaethornis augusti (Bourcier, 1847) – pustelnik rdzaworzytny
- Phaethornis pretrei (Lesson & De Lattre, 1839) – pustelnik ubogi
- Phaethornis bourcieri (Lesson, 1832) – pustelnik prostodzioby
- Phaethornis koepckeae Weske & Terborgh, 1977 – pustelnik peruwiański
- Phaethornis philippii (Bourcier, 1847) – pustelnik cienkodzioby
- Phaethornis anthophilus (Bourcier, 1843) – pustelnik jasnobrzuchy
- Phaethornis squalidus (Temminck, 1822) – pustelnik skromny
- Phaethornis rupurumii Boucard, 1892 – pustelnik ciemnogardły
- Phaethornis longuemareus (Lesson, 1832) – pustelnik rdzawy
- Phaethornis aethopygus J.T. Zimmer, 1950 – pustelnik rzeczny – takson wyodrębniony ostatnio z P. longuemareus[32]
- Phaethornis idaliae (Bourcier & Mulsant, 1856) – pustelnik mały
- Phaethornis nattereri von Berlepsch, 1887 – pustelnik płowosterny
- Phaethornis atrimentalis Lawrence, 1858 – pustelnik andyjski
- Phaethornis ruber (Linnaeus, 1758) – pustelnik rdzawobrzuchy
- Phaethornis stuarti E. Hartert, 1897 – pustelnik białobrewy
- Phaethornis striigularis Gould, 1854 – pustelnik kolumbijski
- Phaethornis griseogularis Gould, 1851 – pustelnik szarogardły